# Jonathan Worsley
Jonathan „Jon“ Worsley (* 2. August 1984 in Newport) ist ein walisischer Dartspieler.

## Karriere
Jonathan Worsley trat 2013 zum ersten Mal bei der PDC Qualifying School (Q-School) an. Ein Jahr konnte er sich erstmals für die UK Open qualifizieren. Dort schied Worsley in seinem ersten Spiel gegen Andy Boulton aus. 2015 nahm Worsley schließlich an der gesamten Challenge Tour der PDC teil. 2016 konnte der Waliser am zweiten Tag der Q-School eine Tourkarte gewinnen. Wenige Wochen später gewann er bei den UK Open 2016 sein Auftaktspiel, schied daraufhin jedoch erneut gegen Andy Boulton aus. Im Mai spielte er erstmals auf der European Darts Tour, beim European Darts Matchplay 2016 unterlag er jedoch mit 1:6 gegen Darren Webster. Bei den UK Open 2017 erreichte er wieder die dritte Runde. Beim 9. Event der Players Championships 2017 erreichte er erstmals ein Viertelfinale auf der PDC Pro Tour. Da Worsley zu wenig Preisgeld eingespielt hatte, verlor er mit Jahresende seine Tourkarte.
Fortan spielte der Waliser auf der Challenge Tour und konnte sich 2019 bei der Q-School erneut eine Tourkarte für zwei Jahre sichern. Beim letzten Wochenende der Players Championships 2020 kam es nach einem Spiel gegen Michael van Gerwen zu einem Vorfall. Worsley, der von van Gerwen nach Spielende als „Ratte“ bezeichnet wurde, schubste den Niederländer, weshalb Worsley von der PDC vorläufig ausgeschlossen wurde.
Wegen ausbleibender Resultate verlor Worsley erneut seine Tourkarte, konnte diese jedoch 2021 direkt wieder über die Q-School zurückgewinnen. Bei den ersten Players Championships 2021 ging es für ihn bis ins Halbfinale. Bei den UK Open 2021 schied er zum Auftakt mit 1:6 gegen Andrew Gilding aus. Die Tour Card musste er 2022 wieder abgeben, wobei er auf der Teilnehmerliste der Q-School 2023 nicht auftauchte. Er spielte daraufhin zweimal bei der MODUS Super Series mit, trat sonst jedoch nicht international in Erscheinung.
Erst 2025 war Worsley wieder für die Q-School gemeldet. Er gewann dabei drei Spiele und zwei Punkte für die Rangliste, schaffte es jedoch nicht in die Final Stage.

## Titel

### PDC
- Secondary Tour Events
  - PDC Challenge Tour
    - PDC Challenge Tour 2018: 18